# GE Galan 2010
GE Galan 2010 – halowy mityng lekkoatletyczny, który odbył się 10 lutego w stolicy Szwecji – Sztokholmie. 

## Rezultaty
| NR - rekord kraju \| WL - najlepszy tegoroczny wynik na listach światowych \| PB - rekord życiowy \| SB - najlepszy wynik w sezonie |

### Mężczyźni
| Konkurencja               | 1. miejsce       | 1. miejsce    | 2. miejsce        | 2. miejsce | 3. miejsce           | 3. miejsce |
| ------------------------- | ---------------- | ------------- | ----------------- | ---------- | -------------------- | ---------- |
| Bieg na 400 m             | Rabah Yusif      | 46,49 NR PB   | William Collazo   | 46,86 PB   | Claudio Licciardello | 46,91 SB   |
| Bieg na 800 m             | Abubaker Kaki    | 1:46,29 SB    | Jurij Borzakowski | 1:46,51    | Ahmad Ismail         | 1:46,75    |
| Bieg na 3000 m            | Augustine Choge  | 7:31,75 WL PB | Tariku Bekele     | 7:31,78 SB | Sammy Mutahi         | 7:32,02 PB |
| Bieg na 60 m przez płotki | Dayron Robles    | 7,49          | Dániel Kiss       | 7,66       | Dwight Thomas        | 7,66       |
| Skok w dal                | Wiktor Kuzniecow | 8,09 WL SB    | Andrij Makarczew  | 7,96       | Morten Jensen        | 7,88       |
| Trójskok                  | Alexis Copello   | 17,23 WL PB   | Christian Olsson  | 17,07 SB   | David Giralt         | 17,06      |

### Kobiety
| Konkurencja     | 1. miejsce        | 1. miejsce        | 2. miejsce            | 2. miejsce     | 3. miejsce         | 3. miejsce    |
| --------------- | ----------------- | ----------------- | --------------------- | -------------- | ------------------ | ------------- |
| Bieg na 60 m    | Angela Williams   | 7,32              | Chandra Sturrup       | 7,36           | Natalya Murinovich | 7,39          |
| Bieg na 400 m   | Debbie Dunn       | 52,35PB           | Ebonie Floyd-Broadnax | 52,67 SB       | Shereefa Lloyd     | 52,855 SB     |
| Sztafeta 1500 m | Kalkedan Gezahegn | 4:03,28 WJR WL PB | Anna Alminowa         | 4:04,36        | Sylvia Kibet       | 4:05,33 NR PB |
| Bieg na 5000 m  | Meseret Defar     | 14:24,79 WL SB    | Alemitu Bekele        | 14:46,44 ER PB | Sentayehu Ejigu    | 14:46,80 PB   |
| Skok wzwyż      | Blanka Vlašić     | 2,01              | Emma Green            | 1,92 SB        | Lavern Spencer     | 1,92 NR PB    |

## Rekordy
Podczas mityngu ustanowiono 7 krajowych rekordów w kategorii seniorów:
| Zawodnik               | Reprezentacja | Konkurencja    | Rezultat |
| ---------------------- | ------------- | -------------- | -------- |
| Rabah Yusif            | Sudan         | bieg na 400 m  | 46,49    |
| Bouabdellah Tahri      | Francja       | bieg na 3000 m | 7:33,73  |
| Tiidrek Nurme          | Estonia       | bieg na 3000 m | 7:55,37  |
| Sylvia Kibet           | Kenia         | bieg na 1500 m | 4:05,33  |
| Ingvill Måkestad Bovim | Norwegia      | bieg na 1500 m | 4:11:30  |
| Alemitu Bekele         | Turcja        | bieg na 5000 m | 14:46,44 |
| Lavern Spencer         | Saint Lucia   | skok wzwyż     | 1,92     |